# Bromuro di rame(II)
Il bromuro di rame(II) o dibromuro di rame è il composto inorganico con formula CuBr2, il sale di Cu(II) dell'acido bromidrico. Nella vecchia nomenclatura tradizionale è chiamato bromuro rameico. In condizioni normali è un solido verde molto scuro, igroscopico; nel saggio alla fiamma produce un colore verde smeraldo. Disponibile in commercio, è usato come intensificatore in fotografia e come agente bromurante nella sintesi di composti organici. Viene anche usato nel laser a vapori di rame, che produce radiazioni gialle e verdi; viene usato in dermatologia.

## Struttura
Allo stato solido CuBr2 ha una struttura polimerica, formata da unità CuBr4 planari unite su lati opposti in modo da formare catene. La struttura cristallina è monoclinica, gruppo spaziale C2/m, con costanti di reticolo a = 714 pm, b = 346 pm, c = 718 pm, e ß = 121° 15'. Unità monomeriche CuBr2 esistono in fase gassosa ad alta temperatura.

## Sintesi
CuBr2 si può preparare facendo reagire ossido di rame e acido bromidrico,
CuO + 2 HBr  → CuBr2 + H2O
o anche trattando rame metallico con acqua di bromo.

## Reattività
CuBr2 è un solido nero e igroscopico che dà un colore verde nel saggio alla fiamma. Per riscaldamento CuBr2 si decompone formando bromo e CuBr:
2 CuBr2 → 2 CuBr + Br2
CuBr2 è un composto relativamente solubile, come indicato dai dati di solubilità.
| Temperatura in °C | 0,0 | 5,75 | 9,9 | 15,0 | 20,0 | 25,0 | 30,1 | 34,8 | 50,0 |
| Solubilità in g/L | 518 | 528  | 537 | 550  | 559  | 558  | 561  | 560  | 568  |

Soluzioni diluite sono di colore blu; aumentando la concentrazione diventano verdi.
CuBr2 reagisce con chetoni in soluzione di cloroformio-acetato di etile formando α-bromochetoni.

## Tossicità / Indicazioni di sicurezza
CuBr2 è disponibile in commercio. Il composto provoca gravi ustioni cutanee e gravi lesioni agli occhi. È nocivo se ingerito. Non ci sono evidenze di effetti cancerogeni.